# Айкино (сельское поселение)
Айкино — административно-территориальная единица (административная территория село с подчинённой ему территорией) и муниципальное образование (сельское поселение с полным официальным наименованием муниципальное образование сельского поселения «Айкино») в составе муниципального района Усть-Вымского в Республике Коми Российской Федерации.
Административный центр — село Айкино.

## История
Статус и границы административной территории установлены Законом Республики Коми от 6 марта 2006 года № 13-РЗ «Об административно-территориальном устройстве Республики Коми».
Статус и границы сельского поселения установлены Законом Республики Коми от 5 марта 2005 года № 11-РЗ «О территориальной организации местного самоуправления в Республике Коми».

## Население
| 2010  | 2011  | 2012  | 2013  | 2014  | 2015  | 2016  |
| ----- | ----- | ----- | ----- | ----- | ----- | ----- |
| 3574  | ↘3541 | ↘3517 | ↘3468 | ↘3435 | ↘3365 | ↘3330 |
| 2017  | 2018  | 2019  | 2020  | 2021  |       |       |
| ↘3254 | ↘3191 | ↘3155 | ↘3106 | ↗3344 |       |       |

## Состав
Состав административной территории и сельского поселения:
| № | Населённый пункт | Тип населённого пункта       | Население |
| - | ---------------- | ---------------------------- | --------- |
| 1 | Айкино           | село, административный центр | ↘3192     |
| 2 | Вёздино          | деревня                      | 157       |
| 3 | Вомын            | деревня                      | 8         |
| 4 | Гобаново         | деревня                      | 9         |
| 5 | Микунь           | деревня                      | 7         |
| 6 | Мыръерем         | деревня                      | 7         |
| 7 | Сыспи            | деревня                      | 6         |
| 8 | Тыдор            | деревня                      | 13        |